# 岩崎村 (愛知県愛知郡)
岩崎村（いわさきむら）は、愛知県愛知郡にかつてあった村。
現在の日進市の北部（岩崎町・北新町・岩藤町など）に該当する。

## 歴史
- 1868年（明治元年）- 岩崎村が岩崎村と北新田に分立する。
- 1870年（明治3年）- 岩崎村が岩崎村と岩藤新田に分立する。
- 1889年（明治22年）10月1日 - 岩崎村、北新田、岩藤新田が合併し岩崎村が発足。
- 1906年（明治39年）5月10日 - 香久山村、白山村と合併し、日進村発足。同日岩崎村は廃止。

## 村長
- 清水松三郎